# 강동정치학원
강동정치학원(江東政治學院)은 조선민주주의인민공화국에 있던 공작원 양성 기관이다.

## 설립
평양직할시의 일부로 편입된 평안남도 강동군에 있었다. 강동정치학원의 탄생은 남조선로동당과 밀접한 관계에 있었다. 태평양 전쟁 종전 후 현재의 대한민국 영역에서 결성되어 활동하던 남로당은 정판사 위조지폐 사건 이후 미군정에 의해 불법화되어 지하로 들어갔다.
지하당이 되면서 활동이 어려워진 남로당의 간부와 당원들이 대거 조선민주주의인민공화국 영역으로 월북했다. 월북한 남로당 간부들은 평남 강동군에 집결하여 남로당 군사정치학교로 세워진 강동정치학원에 입교했다.

## 기능
1947년 남로당 불법화 직후에 세워져, 다시 대한민국 영역으로 남파되어 활동할 남로당 간부들을 재교육하는 역할을 맡았다. 교장으로는 소련파인 박병율이 임명되었다.
대한민국 내에서는 제헌국회 총선을 앞두고 단독정부가 수립되면 분단이 고착화된다는 이유로 단선단정을 반대하는 목소리가 있었다. 강동정치학원은 이러한 여론을 선도할 수 있는 공작원을 비롯해 비정규전에 대비한 유격대원을 양성했다.
대표적인 강동정치학원 출신 인물로는 이현상과 맹종호가 있다. 이들은 유격전 훈련을 받은 뒤 남파되어 조선인민유격대 지도부를 구성했다.
한국 전쟁 발발 무렵 폐쇄된 것으로 알려졌다. 박헌영 계열의 기관이라 한국 전쟁 후 박헌영과 리승엽이 박헌영 리승엽 간첩 사건으로 처형되면서 강동정치학원 출신도 대거 숙청되었다는 설이 있다. 제거된 남로당 간부들의 죄목 중에는 미국의 간첩으로서 김일성 정권을 전복하려 했다는 내용이 포함되어 있었으며, 이들의 군사적 배후로는 강동정치학원 폐쇄 후 새로 설립된 금강정치학원이 지목되었다.

## 같이 보기
- 금강정치학원
- 남조선로동당

## 참고자료
- 안재성 (2007년 7월 30일). 〈제2부 완전한 해방을 위하여 - 혁명의 군대를 조직하라〉. 《이현상 평전》. 서울: 실천문학사. ISBN 9788939205840.